# Сорин, Игорь Владимирович
И́горь Влади́мирович Со́рин (при рождении Ра́йберг; 10 ноября 1969, Москва, СССР — 4 сентября 1998, Москва, Россия) — российский певец, поэт, музыкант и актёр. В 1995—1998 годах был солистом поп-группы «Иванушки International».

## Биография

### Ранние годы
Родился 10 ноября 1969 года в Москве. Учился в московской школе № 841.
В детстве, пройдя большой конкурс, был отобран на роль Тома Сойера в фильме «Приключения Тома Сойера и Гекльберри Финна», но накануне начала съёмок Никита Михалков попросил съёмочную группу взять другого мальчика — Федю Стукова. Режиссёр фильма Станислав Говорухин удовлетворил эту просьбу. В отчаянии Сорин выпрыгнул со второго этажа, но прыжок окончился благополучно. Администраторы съёмочной группы, испугавшись такой реакции ребёнка, предложили ему другую, маленькую, роль в фильме — одного из мальчиков (Джо Гарпера), которую он и сыграл. В титрах фильма указан как Игорь Райберг.

«Отец — художник, мама всю жизнь занималась историей: война 12-го года. Меня окружали творческие люди. Фазиль Искандер часто бывал <у нас> в гостях. При этом я был чудовищным р*********. Я пил спирт из проходящих цистерн на железной дороге. А в заднем кармане вместе с рогаткой и пулькой лежал какой-нибудь билетик в Детский музыкальный театр. Днём я лазил по каким-то немыслимым амбарам, а вечером — органная музыка, Колонный зал Дома Союзов — пусть я там буду засыпать, но я кайфовал от пространства и звуков».— И. Сорин, интервью в журнале «Птюч» № 10, 1996 год

### Театральная карьера
После восьмого класса поступил в Московский радиомеханический техникум.
С 1988 года работал в театре им. Ермоловой рабочим сцены. В этом же году поступил в Государственное училище имени Гнесиных на отделение музыкальной комедии в класс режиссёра А. Каневского.
Прервав учёбу на третьем курсе, вместе с Варшавским музыкально-драматическим театром «Minskoff» в 1992 году гастролировал с мюзиклом «Метро» (вместе с Андреем Григорьевым-Аполлоновым), выступал в Европе и в Нью-Йорке на Бродвее. Американская публика плохо приняла мюзикл, исполнителям посоветовали ещё поучиться. При этом реально учиться в Нью-Йорке из всей группы предложено было только Сорину. Однако, поскольку в Америке у него не было ни родных, ни знакомых, он отказался от этого предложения и вернулся в Москву. Также работал у Бориса Моисеева.
В 1994 году продолжил учёбу в Гнесинском училище; его дипломной работой стал мюзикл «Прекрасный Адонис».
По окончании училища работал в театре «Учёная обезьяна», был соавтором сценариев и актёром в рубрике «Доигрались» программы «Сам себе режиссёр», а также исполнил песни Незнайки в музыкальной аудиосказке «Приключения Незнайки и его друзей» (на музыку Григория Гладкова).

### Иванушки International
С 1995 по март 1998 года был солистом популярной группы «Иванушки International». На прослушивании будущие участники группы исполняли «Понимаешь» на стихи Сорина, впоследствии ставшую известной в исполнении участников «Фабрики звёзд-1». Продюсер группы Игорь Матвиенко вспоминал, что первое время Игорь пел «таким немного джазовым голосом, не очень интересно; а потом, проработав три года, он прямо раскрылся». После успеха «Иванушек» квартиру Игоря осаждали толпы поклонниц, оставлявших на стенах подъезда росписи и «послания любви».
Несмотря на радость от успеха группы, выступления под фонограмму вызывают у Сорина творческую неудовлетворённость. Он начинает появляться в столичных клубах, проявляет интерес к электронной музыке. Несмотря на широкую популярность «Иванушек», Сорин принял решение расстаться с группой, покинув коллектив 3 марта 1998 года. После записи альбома «Твои письма» его место в группе занял Олег Яковлев.

«Я ухожу из группы, но это не проблема. Наоборот, я жду и радуюсь, что уйду и займусь чем-то новым. Перестану валять дурака, играть и заниматься цирком. Получилось так, что я попал в очень ограниченную историю, как музыкально, так и литературно. И моя природа восстала. За эти два года я познал всё — огонь, воду и медные трубы».— Игорь Сорин, из неопубликованных интервью

«Года через два после того как на нас свалился успех, Игорёшка осознал, что устал быть „Иванушкой“, устал от этого бешеного внимания и ему хочется выступать сольно. Мы с Рыжим уговаривали его как могли: „Игорь, не торопись, у нас есть концерты, популярность — всё хорошо“. А он говорил: „Я устал петь одно и то же каждый день“. Я ему возражал: „Ну так все одно и то же поют. <…> Ты тоже будешь петь, хоть и своё, но одно и то же“. Он ничего не хотел слушать.»— Кирилл Андреев, интервью газете «Теленеделя», 2015 год

#### Дискография в составе группы «Иванушки International»
- 1996 — Конечно он
- 1997 — Конечно он remix
- 1997 — Твои письма

#### Клипы в составе группы «Иванушки International»
| Год  | Клип                                  | Режиссёр             | Альбом        |
| ---- | ------------------------------------- | -------------------- | ------------- |
| 1995 | «Вселенная»                           | Сергей Баженов       | «Конечно он»  |
| 1996 | «Тучи»                                | Олег Гусев           | «Конечно он»  |
| 1996 | «Где-то»                              | Олег Гусев           | «Конечно он»  |
| 1997 | «Москва майская» (feat. София Ротару) | Александр Андраникян | -             |
| 1997 | «Кукла»                               | Александр Андраникян | «Твои письма» |

### После «Иванушек»
В связи с накопившейся усталостью Сорин отправился в круиз, по возвращении из которого начал работать над своим сольным проектом с Михаилом Мерзликиным (в других источниках — Масловым) и его музыкантами из группы «Формация DSM» («Космос Продакшн»). В планы Игоря входило совмещение электронной и этнической музыки, а также работа над мюзиклом, в котором, по воспоминаниям Тимура Ланского, «герой в поисках счастья попадает в разные страны, в разные культуры». Вместе с «Формацией DSM» Сорин записал песню «Русалка», на которую позднее режиссёром Владом Разгулиным был смонтирован клип из видео- и фотоматериалов Сорина. Однако переговоры с продюсерами проваливались: Сорин просил, чтобы продюсер забирал хотя бы не больше половины заработка, но все хотели не меньше 70 процентов.

### Падение с высоты, операция и смерть
Ранним утром, 1 сентября 1998 года Игорь Сорин выпрыгнул с балкона шестого этажа студии в доме № 12 по ул. Вересаева в Москве, где вместе с музыкантами из группы «Формация DSM» работал над записью сольного альбома. В 7:10 утра его доставили в 71-ю городскую больницу. Врачи констатировали перелом первого и пятого шейных позвонков, ушиб почек, полный паралич нижней части тела, частичный паралич рук. Причины падения остались неизвестны: Сорин утверждал, что спрыгнул сам, но не мог объяснить почему. Для проведения операции был приглашён опытный специалист из 67-й городской больницы — профессор А. Г. Аганесов. Был удалён пятый шейный позвонок, вместо которого поставили штифт имплантата, операция длилась около пяти часов, Сорин пришёл в сознание, но находился в реанимации, его отключили от аппарата искусственного дыхания, он немного шевелил пальцами рук.
Операция прошла успешно, но сердце Сорина не выдержало, и он скончался в пятницу 4 сентября 1998 года в 18 часов 30 минут, не дожив 2 месяца до своего 29-летия.
Похоронен 7 сентября на Кузьминском кладбище Москвы (участок № 109).

### Версии гибели
В крови Сорина не были обнаружены следы алкогольных или наркотических веществ. По материалам следствия, гибель Сорина была квалифицирована как самоубийство. СМИ считали, что до самоубийства музыканта довела депрессия. На балконе шестого этажа была найдена предсмертная записка следующего содержания:

Моим Родным. Маме. Папе. Сашеньке. ВСЁ. Но как поэзии венец на свет рождается птенец. ЛЕТИТЕ.

В ноябре 2010 года Андрей Григорьев-Апполонов в журнале «Интервью» сказал, что единственная его версия случившегося — несчастный случай.
Однако в июле 2013 года Григорьев-Апполонов высказал свои предположения об умышленном убийстве Сорина в интервью Евгению Додолеву (канал «Москва-24»): он заявил, что неизвестные свернули шею Игорю и выкинули его из окна, чтобы скрыть обстоятельства смерти. Мать Сорина утверждала, что на теле сына не было найдено каких-либо синяков или царапин, характерных для лиц, упавших с большой высоты. Вследствие этого появилась версия, что Сорина добили на улице бандиты, один из которых якобы был каратистом.
Ряд знакомых Сорина и некоторые медиумы обвиняют в смерти музыканта не столько бандитов, сколько религиозное движение «Рэйки Кадуцей», в котором якобы состоял Сорин. Адепты движения, согласно этой версии, шантажировали музыканта и вымогали у него деньги, а после одной из ссор украли из квартиры его сбережения и затем подстроили его смерть. Официальные представители «Рэйки» в России отвергают эти обвинения, считая что именем движения могли прикрыться обычные мошенники, а смерть Сорина была вызвана затянувшейся депрессией.
В 2018 году продюсер Игорь Матвиенко, отвечая на вопрос об истинных причинах смерти солистов «Иванушек», отметил, что Олега Яковлева погубила зависимость от алкоголя, а Игоря Сорина — зависимость от наркотиков.

## Семья
Отец — Владимир Семёнович Райберг (2 августа 1938 — 8 июля 2020) (инженер-конструктор, член Союза писателей России). После смерти сына родители развелись, Райберг женился на 19-летней студентке медицинского института Анне, поклоннице Игоря Сорина, во втором браке родились сыновья — Милан (род. 28 сентября 1999) и Марк (род. 30 ноября 2000);
Мать — Светлана Александровна Сорина (род. 29 ноября 1944);
Дед — Семён Рувимович Райберг (1894 — 1978) — советский деятель спецслужб, подполковник государственной безопасности, отбирал немецких офицеров для будущего правительства ГДР ;
Бабушка — Софья Александровна, обладала редким голосом, за ней приезжали из Московской консерватории, чтобы увезти на учёбу, пела на радио в Архангельске, стояла у истоков ансамбля северной песни.

### Личная жизнь
На первых курсах Гнесинского училища встречался с актрисой и певицей Валентиной Смирновой. После гастролей Сорина с мюзиклом «Метро» их союз распался.

Из воспоминаний Валентины Смирновой:
«Это уже была законченная история: каждый из нас к тому времени был сам по себе. Наверное, из-за того, что мы слишком много пережили вместе, нам хорошенько досталось. Он уехал в Варшаву, работал там в мюзикле. И разлука всё расставила по своим местам. Чувства, может, и не прошли».
В 1994 году познакомился со студенткой первого курса дирижёрского факультета Гнесинского училища — Александрой Черниковой, отношения с которой длились до последних дней Игоря Сорина.

## Фильмография
| Год  |    | Название                                   | Роль           |
| ---- | -- | ------------------------------------------ | -------------- |
| 1981 | ф  | Приключения Тома Сойера и Гекльберри Финна | Джо Гарпер     |
| 1995 | мф | Приключения Незнайки и его друзей          | Незнайка       |
| 1998 | тф | Старые песни о главном 3                   | добрый молодец |

### Озвучивание
| Год  |    | Название                        | Роль          |
| ---- | -- | ------------------------------- | ------------- |
| 1983 | тф | Приключения Петрова и Васечкина | Петя Васечкин |

## Песни
- Где-то (альбом «Конечно он») (1995)
- Подсолнух (альбом «Конечно он») (1995)
- Я её ищу (альбом «Твои письма») (1997)
- Хочешь (альбом «Олег. Андрей. Кирилл.») (2002)
- Чукча в Бразилии (альбом «Олег. Андрей. Кирилл.») (2002)
- Только ты и я (сольная песня Игоря Сорина) (1996)
- Русалка (сольная песня Игоря Сорина) (1998)
- Понимаешь (Ирина Тонева и Павел Артемьев) (2002)

## Память
- Отец Владимир Райберг издал два сборника стихов, иллюстрации к которым выполнил сам:
  - «Вечное детство» — М.: Советский спорт, 1998. — 32 с, илл.;
  - «Я читаю по звёздам».
- В 1999 году Продюсерский центр Игоря Матвиенко выпустил альбом «Фрагменты из жизни» памяти Игоря Сорина. В него вошли ранние песни, исполненные Игорем вместе с его другом Антоном Дёровым, стихи, прочитанные и записанные самим Игорем, а также песня Игоря Матвиенко «Я тебя никогда не забуду» в исполнении «Иванушек»
- Текст песни «Понимаешь», исполненной Ириной Тоневой и Павлом Артемьевым в рамках первого сезона Фабрики звёзд, был написан Игорем Сориным в 1994 году и положен на музыку Игорем Матвиенко. Изначально предполагалось, что исполнителями будут «Иванушки» и Наталья Ветлицкая[32].
- Памяти Игоря Сорина посвящена песня группы «Агата Кристи» «Они летят»[33].
- Памяти Сорина посвящена песня «К облакам, где вернёмся…» ВИА «Навь», написанная Романом Шебалиным.[источник не указан 1549 дней]
- 2002 — мать Светлана Сорина написала книгу: «Приглашение к жизни» ISBN 5-86887-070-0

## Документальный фильм
- «Последний полёт Игоря Сорина»
- «Игорь Сорин и Олег Яковлев» из цикла «Прощание» (ТВ Центр, 2017)